# سد گوشیان
سد گوشیان (به لاتین: Guxian Dam) یک سد وزنی در چین است که در شهرستان لوونینگ واقع شده‌است.